# أولا رابيس
أولا رابيس (بالسويدية: Ola Rapace)‏ هو ممثل سويدي، ولد في 3 ديسمبر 1971 في السويد.

## أعمال

### أفلام
- (2012) سكايفول

## وصلات خارجية
- أولا رابيس على موقع IMDb (الإنجليزية)
- أولا رابيس على موقع ميتاكريتيك (الإنجليزية)
- أولا رابيس على موقع روتن توميتوز (الإنجليزية)
- أولا رابيس على موقع ألو سيني (الفرنسية)
- أولا رابيس على موقع ميوزك برينز (الإنجليزية)
- أولا رابيس على موقع أول موفي (الإنجليزية)
- أولا رابيس على موقع قاعدة بيانات الأفلام السويدية (السويدية)
- أولا رابيس على موقع ديسكوغز (الإنجليزية)
- أولا رابيس على موقع قاعدة بيانات الفيلم (الإنجليزية)
- أولا رابيس على موقع كينوبويسك (الروسية)